# Voto a punteggio
Il voto a punteggio o range voting (in lingua inglese anche noto come ratings summation, average voting, cardinal ratings, 0–99 voting, score system o point system) è un sistema elettorale per la selezione di un solo vincitore nel quale i votanti danno un punteggio a ciascun candidato, i punteggi di ciascun candidato sono sommati e il candidato con il punteggio totale maggiore viene eletto.
Il voto a punteggio non è mai stato utilizzato in alcuna elezione politica ufficiale; una sua forma semplificata, il voto per approvazione, è stato usato sin dal XIII secolo, quando veniva utilizzato nella Repubblica di Venezia. In àmbito sportivo, il voto a punteggio viene utilizzato in alcune discipline olimpiche, come i tuffi.

## Procedura di voto e selezione del vincitore
Nel voto a punteggio l'elettore riceve una scheda elettorale in cui è possibile indicare un punteggio per ciascun candidato, tipicamente nell'intervallo 0-99 o 1-5. Nel caso in cui due soli punteggi siano ammessi, 0 e 1, il voto a punteggio diviene equivalente al voto per approvazione, in cui gli elettori indicano tutti e soli i candidati che preferiscono.
Durante lo spoglio dei voti, ciascun candidato ottiene un punteggio finale che è la somma dei punteggi ricevuti da ciascun elettore: se una scheda non riporta il punteggio per un candidato, viene assegnato convenzionalmente il punteggio minore.
Infine, il candidato con il punteggio totale più alto viene eletto.
Nel caso in cui l'elettore abbia il diritto di astenersi dal dare un punteggio a tutti i candidati indicati sulla scheda, il punteggio mancante non viene considerato e il punteggio totale finale viene diviso per il numero di voti espressi per il candidato, assegnando così a ciascun candidato il punteggio medio ottenuto nei voti espressi.

## Proprietà
Il voto a punteggio soddisfa le seguenti proprietà:
criterio della monotonicità
aumentare il punteggio di un candidato non può diminuirne le possibilità di elezione
favourite betrayal criterion
("criterio del tradimento del favorito")
aumentare il punteggio di un candidato non può aumentare le possibilità di elezione di un altro candidato
criterio di partecipazione
astenersi dal votare un candidato non può aumentarne le possibilità di elezione
criterio di consistenza
se, dividendo il corpo elettorale in due parti, uno stesso candidato prevale in entrambe, prevarrà anche in caso di corpo elettorale unico
independence of irrelevant alternatives
("indipendenza dalle alternative irrilevanti")
se in una elezione in cui A e B sono gli unici candidati A prevale su B, allora se nella medesima elezione viene aggiunto un terzo candidato X (i candidati sono ora A, B e X) B non può prevalere su A
resolvability criterion
("criterio della soluzione delle parità")
per ogni possibile vincitore (eventualmente a pari merito), esiste un voto che lo renderebbe vincitore assoluto
simmetria inversa
(reversal simmetry)
se A vince le elezioni, invertendo ciascun voto non potrebbe vincerle in nessun caso
Il voto a punteggio non soddisfa le seguenti proprietà:
criterio di Condorcet
(non è quindi un metodo di voto di Condorcet)
anche se A vincesse i testa-a-testa con ciascun altro candidato, A potrebbe non essere eletto
criterio di maggioranza
anche se la maggioranza assoluta preferisce B ad A, esistono casi in cui A prevale su B